# Ultimaker
Ultimaker is een fabrikant van 3D-printers. Ultimaker was een van de eerste bedrijven die 3D-printen toegankelijk maakten voor de consument. Het begon als opensourceproject.

## Geschiedenis
Ultimaker BV werd in 2011 opgericht in Geldermalsen door Martijn Elserman, Erik de Bruijn en Siert Wijnia. De basis van het bedrijf werd gelegd op ProtoSpace Utrecht, waar Siert Wijnia twee workshops organiseerde om de RepRap Darwin 3D-printer te bouwen. Erik de Bruijn en Martijn Elserman assisteerden bij deze workshop. Frustratie over hun onvermogen het ontwerp van Darwin aan het werk te krijgen leidde tot het idee een eigen ontwerp voor een 3D-printer te maken. In tegenstelling tot de RepRap hoefde hun printer niet zijn eigen onderdelen te kunnen printen. Deze onderdelen bestonden grotendeels uit lasercut-multiplex onderdelen, waarvan de productie sneller kon worden opgevoerd dan uitgeprinte onderdelen op dat moment.
De eerste prototypes droegen de naam "Ultimaker Protobox" maar latere prototypes werden gemaakt onder de titel "Ultimaker". Twee beta-workshops werden georganiseerd op ProtoSpace Utrecht, startend in september en december 2010, elk bestaande uit 10 avonden. In maart 2011 presenteerde Ultimaker ltd. haar eerste volledige product, de "Ultimaker" (hernoemd in 2013 tot "Ultimaker Original").
De eerste software liep onder een gewijzigde versie van Replicator-G, later werd Cura het hoofdsoftwareproduct voor Ultimaker.

## Producten

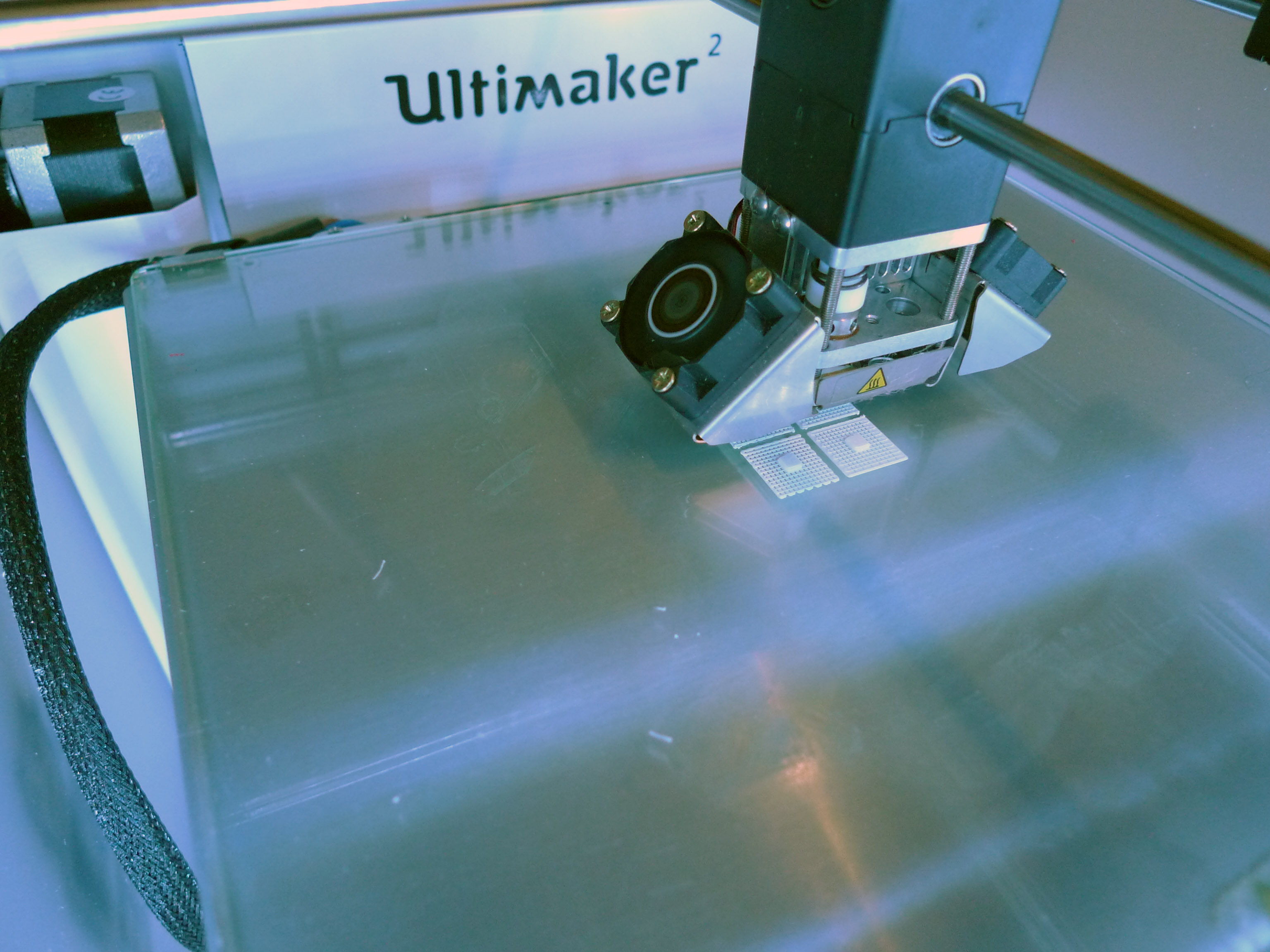
Ultimaker 2 die een object print.

Ultimaker levert de Ultimaker Original als bouwpakket en de Ultimaker 2 Family voorgemonteerd.
Ultimakers 3D-printer drukt af met acrylonitrilbutadieenstyreen (ABS) en polymelkzuur (PLA). De printer kan ook afdrukken met andere thermoplasten zoals nylon, acryl (PMMA), maar dit wordt niet aanbevolen.

### Ultimaker Original
Ultimaker Original is een voorloper van Ultimaker 2 en werd nadat het bedrijf werd opgericht uitgebracht. In 2012 beoordeelde MAKE Magazine de Ultimaker Original als snelste en nauwkeurigste 3D-printer beschikbaar.
Specificaties:
- Layerresolutie: tot 20 µm
- Bouw-volume: 21 cm × 21 cm × 20,5 cm
- Printsnelheid: 30–300 mm / s
- Rijsnelheid: 30–350 mm / s
- Aanbevolen filamentdiameter: 2,85 mm
- Nozzle diameter: 0,4 mm
- Printtechnologie: Fused filament fabricage (FFF)
- Stand-alone SD-kaart printen (UltiController)
- Framedimensie XYZ: 35,7 cm × 34,2 cm × 38,8 cm
- Werking nozzle temperatuur: 180-260 °C
- Software: Cura - Officiële Ultimaker
- Gebruikskosten: ~ € 0,05 / cm³ (materiaal en energie)

### Ultimaker 2
Ultimaker 2 is de opvolger van de Ultimaker Original en werd uitgebracht in september 2013. MAKE magazine beoordeelde de Ultimaker 2 als de "best open-architecture 3D-printer of 2014" en noemde het de runner-up in de categorie "Prosumer FFF".
Specificaties:
- Layerresolutie: tot 20 pm
- Bouw-volume: 23 cm × 22,5 cm × 20,5 cm
- Positieprecisie XYZ: 12.5 um × 12.5 micrometer × 5 micrometer
- Printsnelheid: 30–300 mm / s
- Rijsnelheid: 30–350 mm / s
- Filamentdiameter: 2,85 mm
- Nozzle diameter: 0,4 mm
- Stand-alone SD-kaart printen
- WiFi afdrukken
- Software: Cura - Officiële Ultimaker Software
- Print technologie: Fused filament fabricage (FFF)
- Frame dimensie XYZ: 35,7 cm × 34,2 cm × 38,8 cm (geen gloeidraad)
- Frame dimensie XYZ: 49,2 cm × 34,2 cm × 55,8 cm (met gloeidraad)
- Werking nozzle temperatuur: 180-260 °C
- AC input: 100-240 V / ~ 4 A / 50–60 Hz / 221 watt max.
- Voeding: 24 V DC @ 9,2 A